# Kryptomnesi
Kryptomnesi forekommer, når et glemt minde generindres, uden at den bliver genkendt som sådan af subjektet, som mener, at det er noget nyt og originalt. Det er en hukommelsesforstyrrelse, hvorved en person fejlagtigt kan huske at have genereret en tanke, ide, melodi eller vittighed, uden bevidst at engagere sig i plagiering, men snarere opleve dette minde, som om det var en ny inspiration.

## Tidlig brug
Den første dokumenterede forekomst af kryptomnesi fandt sted i 1874 med mediet Stainton Moses.
Carl Gustav Jung behandlede emnet i sin afhandling: "On the Psychology and Pathology of So-Called Occult Phenomena" (1902), samt foreslog i en artikel, "Cryptomnesia" (1905), at fænomenet havde hændt i Friedrich Nietzsche's "Thus Spoke Zarathustra". Forslaget blev undersøgt eller benævnt af Géza Dukes, Sándor Ferenczi og Wilhelm Stekel samt af Sigmund Freud.